# Alpena (Arkansas)
Alpena is een plaats (town) in de Amerikaanse staat Arkansas, en valt bestuurlijk gezien onder Boone County en Carroll County.

## Demografie
Bij de volkstelling in 2000 werd het aantal inwoners vastgesteld op 371.
In 2006 is het aantal inwoners door het United States Census Bureau geschat op 392, .

## Geografie
Volgens het United States Census Bureau beslaat de plaats een oppervlakte van
3,5 km². Alpena ligt op ongeveer 331 m boven zeeniveau.